# Civico museo setificio Monti
Il Civico Museo Setificio Monti è un museo della storia della seta con sede ad Abbadia Lariana, in provincia di Lecco. Il museo ha sede in un antico filatoio recuperato come testimonianza di archeologia industriale e presenta testimonianze delle antiche tecnologie per la lavorazione della seta e della storia di questo settore industriale nel territorio lecchese.

## Storia
La produzione della seta nell'edificio del Civico Museo Setificio Monti ad Abbadia Lariana viene avviata con l'arrivo intorno al 1818 del setaiolo Pietro Monti (proveniente dai territori a sud di Milano) che trasformò in un filatoio per seta l'edificio preesistente quattrocentesco, poi ampliato nel ‘600, che aveva ospitato dapprima un mulino da grano e poi una folla da pannilana. Entrambe le manifatture precedenti utilizzavano come fonte di energia l’acqua della sopradescritta Roggia, che divenne il motore anche del nuovo opificio. La fabbrica, che ospitava anche un settore destinato ad abitazione della famiglia Monti, nella seconda metà dell’Ottocento venne ampliata, con la costruzione di una filanda per l'allevamento dei bachi e la filatura; si venne così a creare un complesso composto da due edifici disposti su un impianto a L. L'edificio del filatoio venne sopraelevato di un piano e vennero sostituite le ruote idrauliche in legno con due nuove ruote idrauliche in ferro e ghisa. Uno dei due torcitoi circolari del 1818 fu sostituito con tre nuovi torcitoi rettangolari più moderni, per aumentare la capacità produttiva dell'opificio.
Per la rapida evoluzione delle tecnologie produttive, il complesso di Abbadia Lariana andò incontro a un rapido e inesorabile declino: la filanda cessa la sua produzione nel 1903, mentre il filatoio, dapprima affidato a setaioli affittuari, termina la sua attività nel 1934. Gli edifici vennero affittati alla fonderia Rosi che, installatasi nella filanda, ne smantellò completamente i macchinari; si salvarono, almeno in parte, quelli del filatoio, adibito a magazzino. Il grande torcitoio circolare del 1818 venne venduto nel 1965 alla famiglia Abegg, setaioli di origine svizzera con molte proprietà nel comasco e nel bergamasco, che, dopo averlo restaurato lo donarono, ancora funzionante, al Museo Tecnorama di Winterthur, Zurigo. 
L'attività produttiva della fonderia proseguì nel complesso fino al 1975. Dopo alcuni anni di abbandono, nel 1978 il Comune di Abbadia Lariana acquistò la filanda e il filatoio e a partire dal 1981 ne avviò il restauro fino all'apertura del museo nel 1998.Grazie al supporto del Museo Technorama di Winterthur, che lo ha concesso in comodato al Comune di Abbadia Lariana, il grande torcitoio circolare, dopo un quarto di secolo, è tornato nella sua originaria collocazione, restaurato e ancora funzionante. Dal 2007 il museo promuove itinerari didattici ed esperienze di didattica interattiva. Dal 2021, gli spazi del museo sono custodi di un arazzo ricamato con vari tipi di seta da Filippo Biagioli, riguardante la "Leggenda della Grigna". Gli spazi della vecchia abitazione della famiglia Monti sono stati resi fruibili dal pubblico mediante la loro riconversione in biblioteca civica.